# Resolució 2431 del Consell de Seguretat de les Nacions Unides
La Resolució 2431 del Consell de Seguretat de les Nacions Unides, fou adoptada per unanimitat el 30 de juliol de 2018. El Consell va acordar ampliar el mandat de la Missió de la Unió Africana a Somàlia (AMISOM) fins al 31 de maig de 2019, alhora que decideix reduir els efectius de personal uniformat de la missió a 20.626 efectius el 28 de febrer de 2019 i autoritzar a la missió a desplegar un mínim de 1.040 agents de policia el 21 de maig de 2019 per tal de traspassar gradualment les responsabilitats de seguretat a les forces de seguretat de Somàlia fins al desembre de 2012. També demana a la Unió Africana un pla detallat per a la reducció del personal uniformat. alhora que fa una crida als membres de les Nacions Unides per al finançament addicional i assistència tècnica de la missió.